# Apple M3 Max
Der Apple M3 Max ist ein ARM-basiertes System-on-a-Chip (SoC) von Apple für seine Mac-Computer. Er ist eine Variante des Apple M3. Er wurde am 30./31. Oktober 2023 zusammen mit dem Apple M3 Pro als SoC des MacBook Pro vorgestellt. Der Chip wird im 3-nm-Verfahren vom taiwanischen Unternehmen TSMC gefertigt.

## Design
Der M3 Max besteht aus 92 Milliarden Transistoren (M2 Max: 67 Milliarden).
Er hat zwei Cluster mit je sechs Performance-Cores und ein Cluster mit vier Energieeffizienz-Cores, jedem Cluster steht ein eigener AMX-Coprozessor (zur Beschleunigung von Matrizenberechnungen) zur Seite. Die Performance-Cores haben 192 KB Level-1-Befehlscache, 128 KB Daten-Cache, einen gemeinsamen 16 MB großen L2-Cache je Cluster und erreichen einen Takt von bis zu 4,05 GHz; pro Takt können 9 Instruktionen verarbeitet werden. Die Effizienz-Cores haben 128 KB Befehlscache, 96 KB Datencache, teilen sich einen 4 MB großen L2-Cache und erreichen einen Takt von bis zu 2,59 GHz; es können pro Takt 5 Instruktionen verarbeitet werden.
Der M3 Max integriert einen von Apple entwickelten Grafikprozessor (GPU) mit 40 Shader-Clustern, jeder Cluster umfasst 128 ALUs, der Takt beträgt 1,38 GHz. Neu eingeführt wurden dynamisches Caching, Mesh-Shading und hardware-unterstütztes Raytracing. Eine dedizierte NPU mit 16 Kernen ist ebenfalls vorhanden; für sie werden 17 TOPS angegeben. Daneben gibt es noch weitere Funktionsblöcke, wie einen ISP, HDR Video Prozessor, NVMe SSD-, PCIe-4- und vier Thunderbolt-4-Controller sowie eine Secure Enclave.
Alle Funktionsblöcke sind über eine Fabric zusammengeschlossen, ihnen steht ein gemeinsamer 48 MB großer System-Level-Cache zur Verfügung.
Der M3 Max nutzt LPDDR-DDR5X-6400, der von allen Komponenten des Prozessors geteilt und auf den mit einem 512 Bit breiten Bus zugegriffen wird, die Speicherbandbreite beträgt 400 GB/s. Der SoC und die RAM-Chips sind zusammen auf einem gemeinsamen Träger untergebracht. Es sind Konfigurationen mit bis zu 128 GB Speicher verfügbar.
Eine leistungsreduzierte Version des M3 Max wird mit 10 aktiven Performance- und 30 aktiven GPU-Cores angeboten; der SLC ist dann 36 MB groß, der Speicher-Bus 384 Bit breit, die Speicherbandbreite beträgt noch 300 GB/s.

## M3 Ultra
Der im März 2025 vorgestellte M3 Ultra ist, wie sein Vorgänger M2 Ultra, aus zwei M3 Max zusammengesetzt. Sie werden durch Apples UltraFusion-Interface über einen Interposer verbunden. Es handelt sich um eine neue Version des M3 Max, da der ersten Version das UltraFusion-Interface fehlt, das Die ist dadurch um etwa ein Achtel größer. Der M3 Ultra kann mit bis zu 512 GB ausgestattet werden, die Speicherbandbreite beträgt 800 GB/s. Auch von ihm ist eine leistungsreduzierte Version verfügbar.

## Produkte mit M3 Max
- MacBook Pro (14", M3 Max, 2023)
- MacBook Pro (16", M3 Max, 2023)
- Mac Studio (M3 Ultra, 2025)